# Dimmornas land
Dimmornas Land, EP av punkbandet Coca Carola som släpptes 1994. Mixades december 1993 av Christian Edgren.

## Låtar på singeln
| 1. | Dimmornas land        |
| 2. | Kullkastargränd       |
| 3. | Gossen Franco         |
| 4. | Jag föddes naken 1965 |